# Šimanovci
Šimanovci (srp.: Шимановци) je selo u općini Pećinci u Srijemskom okrugu.

## Ime
Veruje se da ime sela Šimanovci dolazi od osobnog imena Šimun.

## Položaj
Od Beograda je udaljeno 25 km i 10 km od međunarodne zračne luke Nikola Tesla.

## Povijest
Prvi spomen Šimanovaca je 1385. godine. Prva crkva u selu spominje se 1756. godine.
Po završetku Drugog svjetskog rata selo je bilo u sastavu zemunskog sreza. Godine 1955. formirana je općina koja je pripala srezu Stara Pazova. Potom su pripali srezu Sremska Mitrovica, a ukidanjem srezova su uključeni u općinu Pećinci.

## Stanovništvo
Prema popisu iz 1910. godine u selu je živelo 2.002 stanovnika.
Po popisu iz 2002. selo je imalo 3358 stanovnika, uglavnom Srba (3028 ili 90,17%).

## Sport
Sportski klubovi u Šimanovcima:
- FK Hajduk 1932, natječe se u Sremskoj ligi
- Karate klub „Srem Šimanovci“
- Boćarski klub Šimanovci